# بيل واتسون (لاعب هوكي الجليد)
بيل واتسون هو لاعب هوكي الجليد كندي، ولد في 30 مارس 1964 في Powerview-Pine Falls ‏ في كندا.

## وصلات خارجية
- بيل واتسون على موقع دوري الهوكي الوطني (الإنجليزية)
- بيل واتسون على موقع EliteProspects.com (الإنجليزية)
- بيل واتسون على موقع HockeyDB.com (الإنجليزية)
- بيل واتسون على موقع Hockey-Reference.com (الإنجليزية)